# Metoposaurus
El Metoposaurus es un género de anfibio temnospóndilo que vivió al final del periodo Triásico en Europa. Este animal principalmente acuático tenía unas patas pequeñas y débiles y unos dientes afilados en una cabeza larga y plana. Su dieta consistía en peces que capturaba con sus anchas mandíbulas alineadas con dientes como agujas. El Metoposaurus medía unos 3 metros de longitud y pesaba unos 450 kg. Fue uno de los últimos grandes anfibios, aunque el todavía mayor Koolasuchus sobrevivió hasta el Cretáceo. Varios restos de Metoposaurus se han hallado en zonas próximas, probablemente como resultado de que estas criaturas se agrupaban en charcas durante épocas de sequía.

## En la cultura popular
Metoposaurus fue mostrado en el episodio "Dawn of the Dinos" de la serie documental Paleoworld. También aparece en el libro de la serie Walking with Dinosaurs.

## Galería

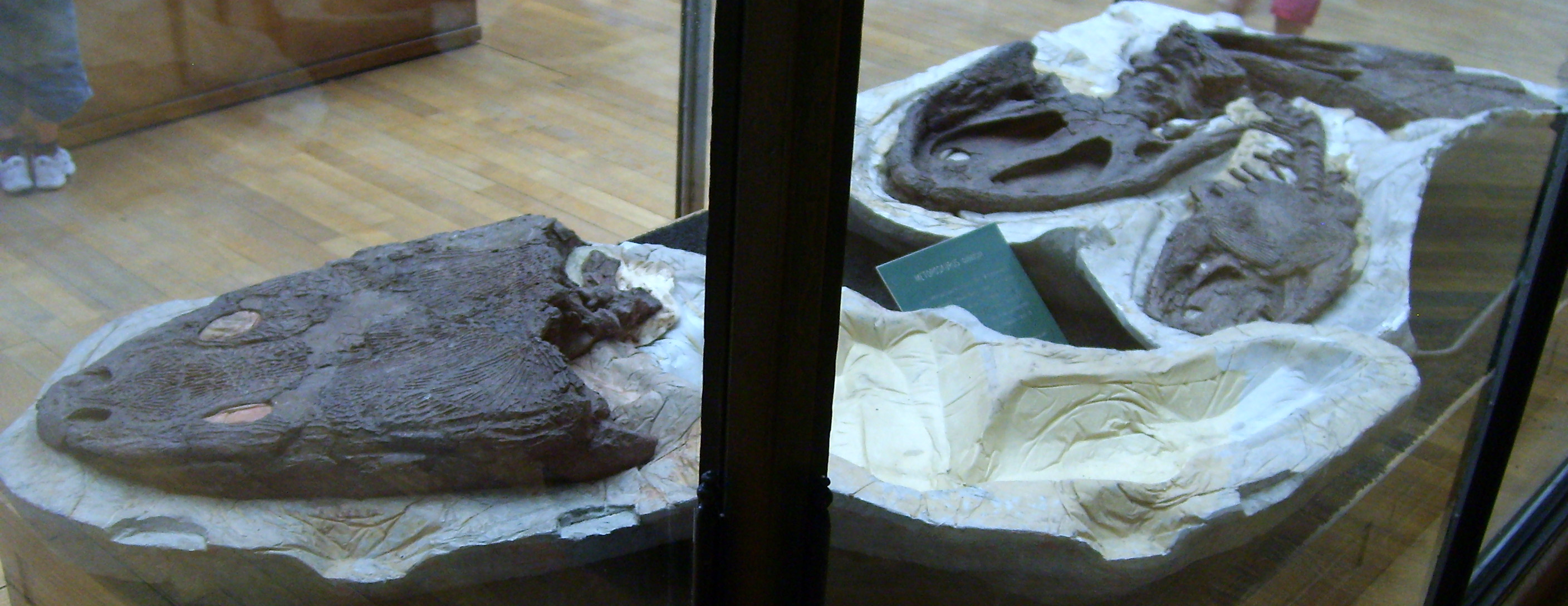
Fósiles de Metoposaurus, Muséum national d'histoire naturelle, París.
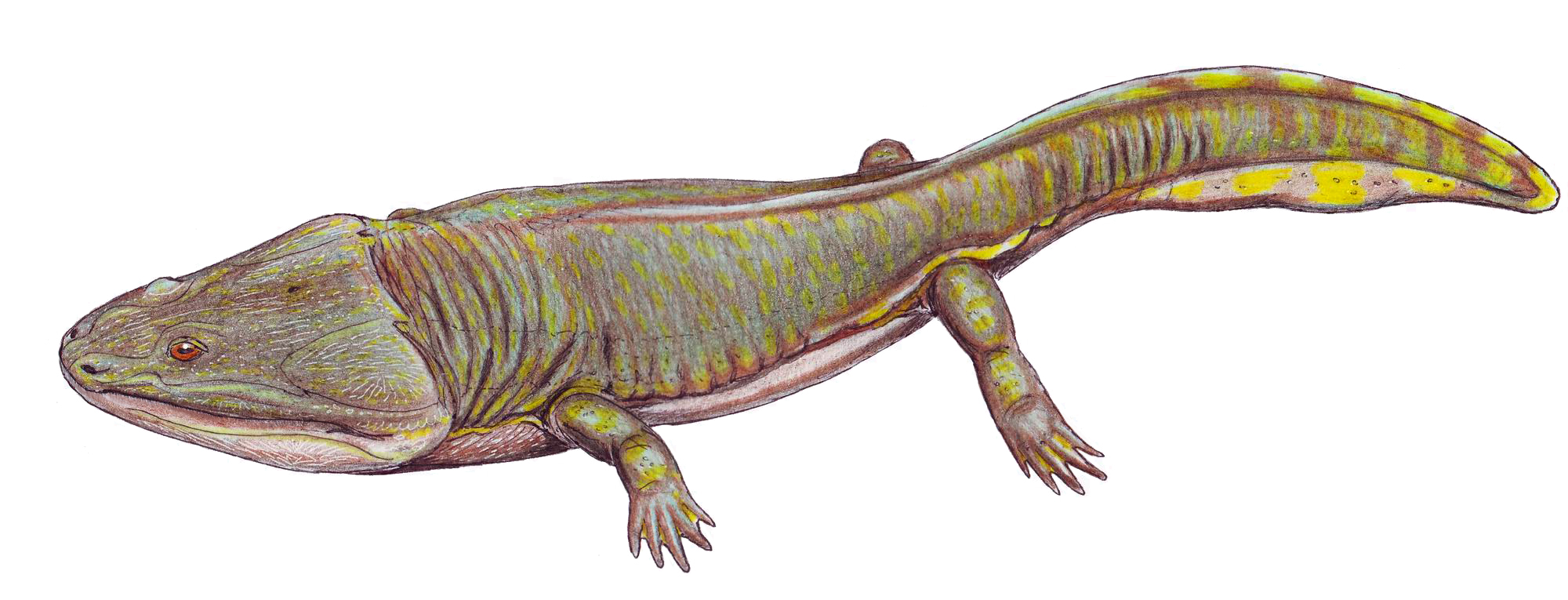
Metoposaurus diagnosticus krasiejowensis de Polonia
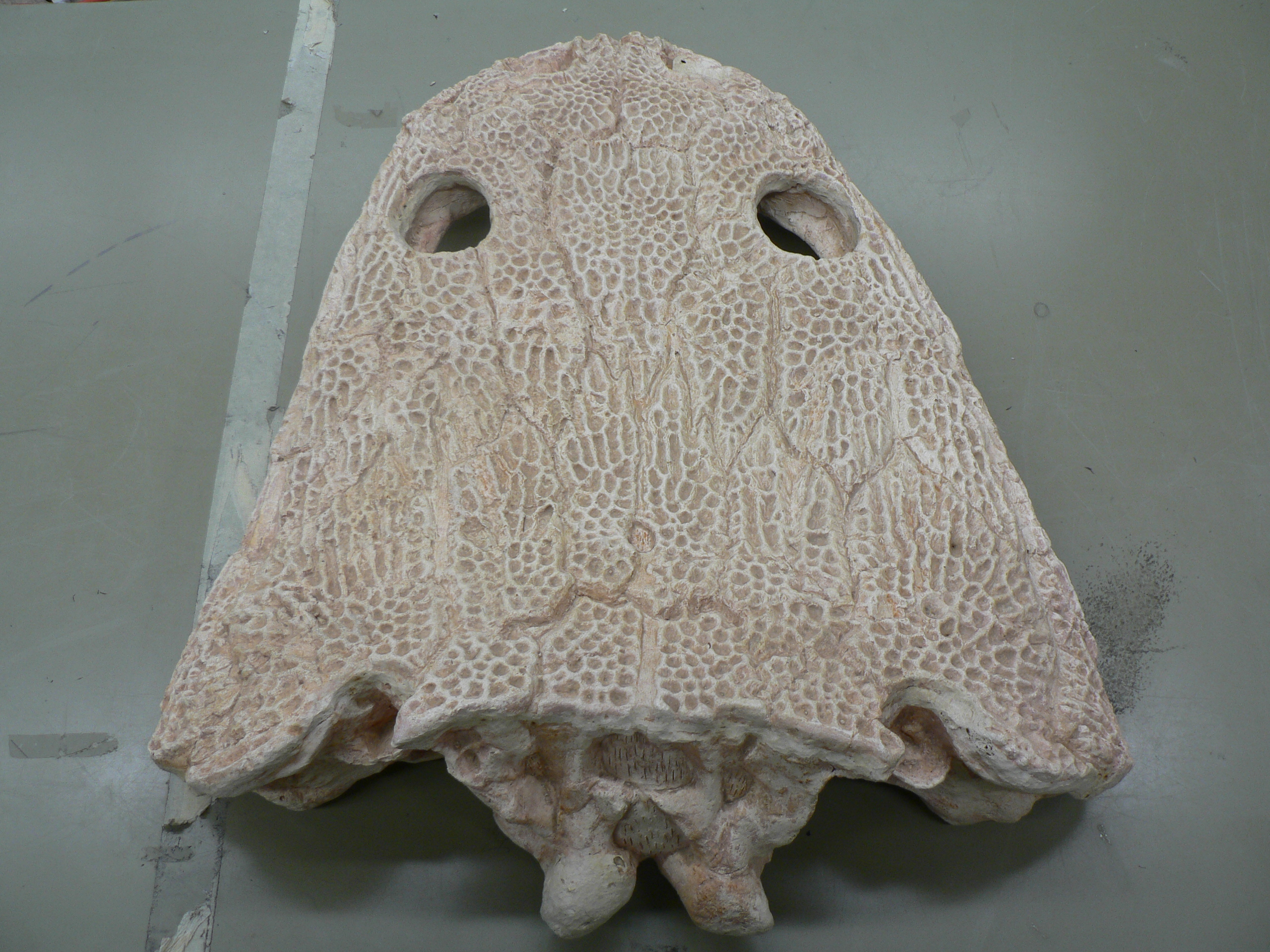
Vista dorsal de un cráneo de Metoposaurus, UALVP
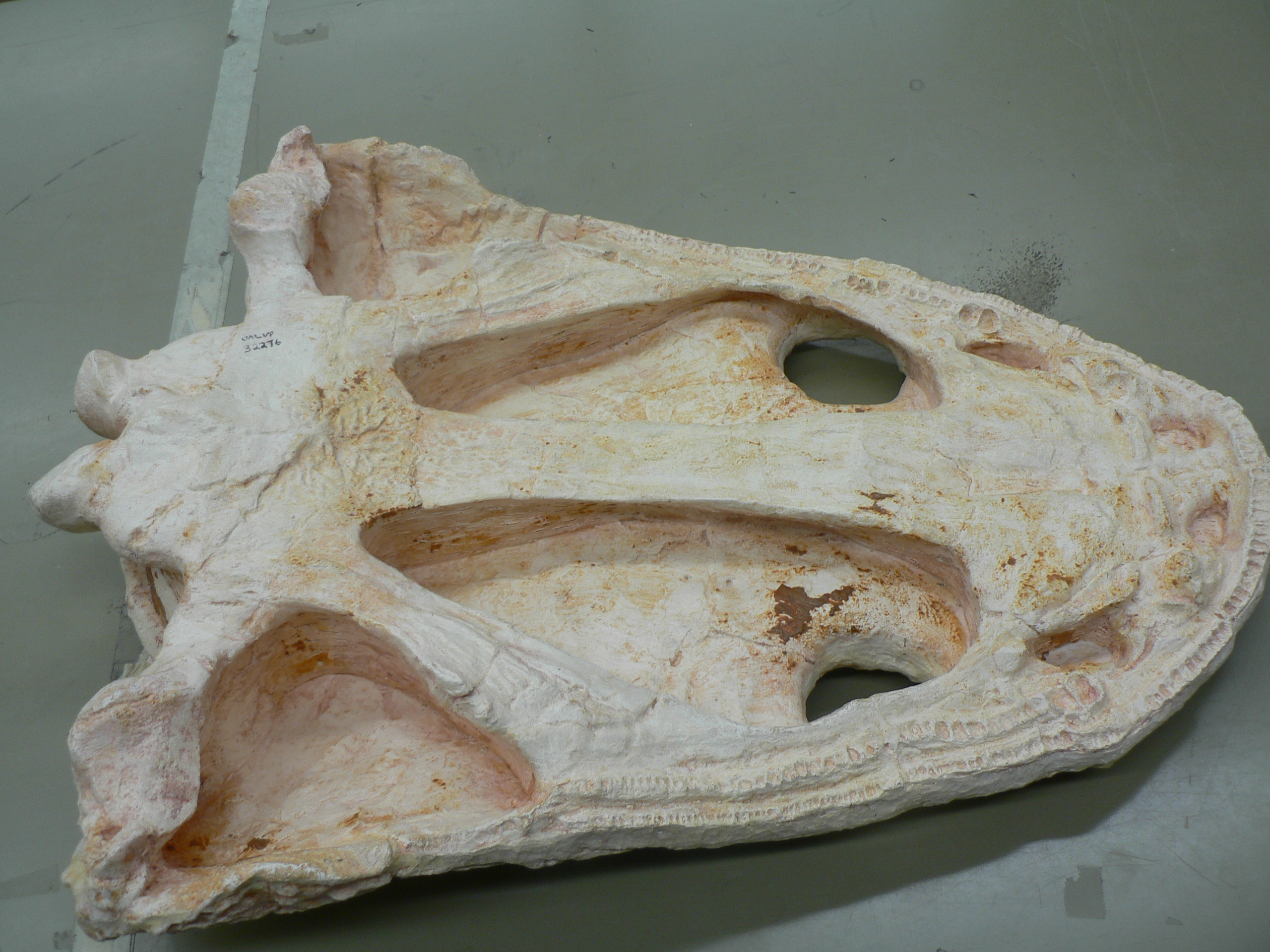
Vista ventral de un cráneo de Metoposaurus, UALVP
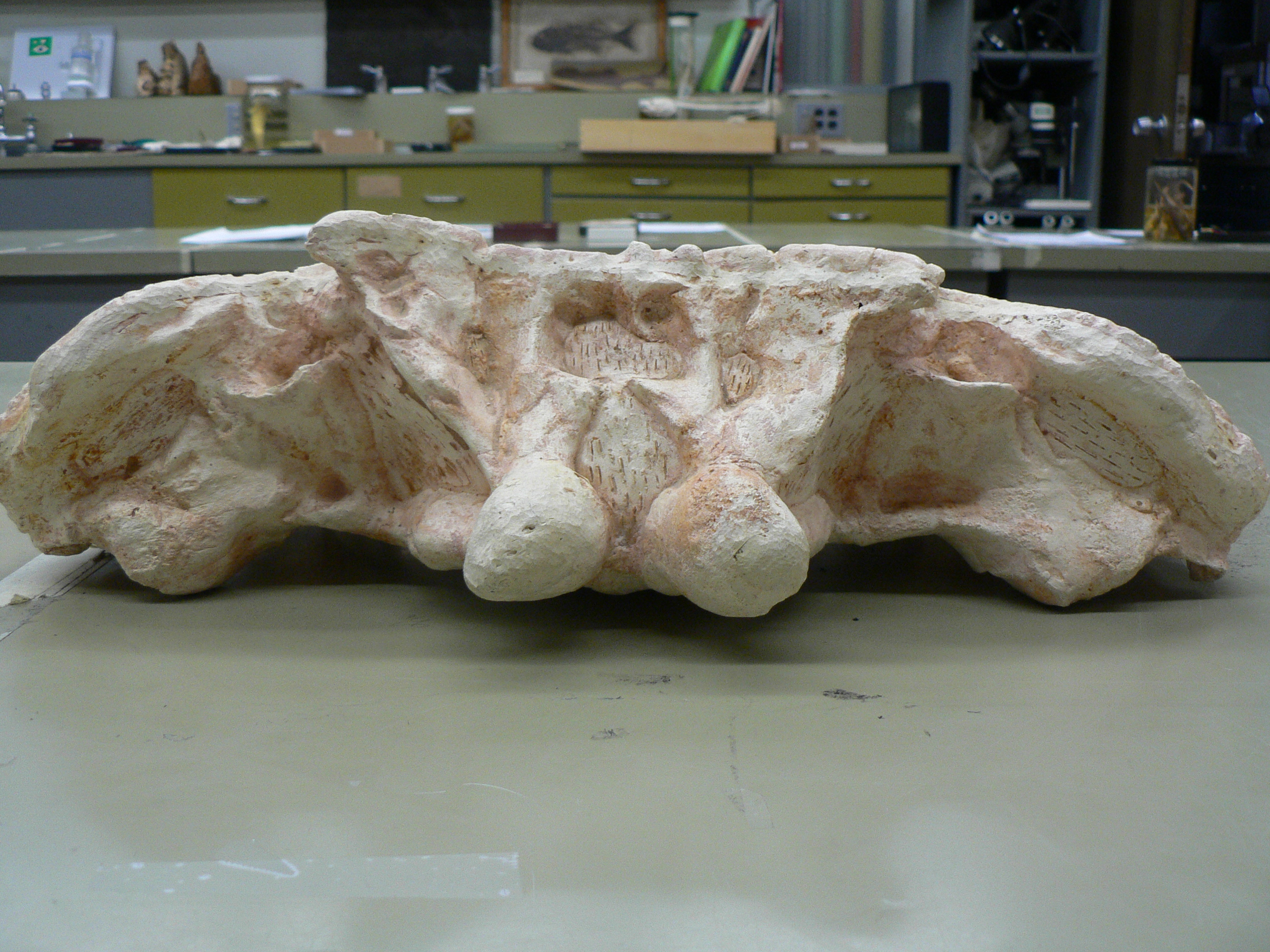
Vista posterior del cráneo de Metoposaurus, UALVP
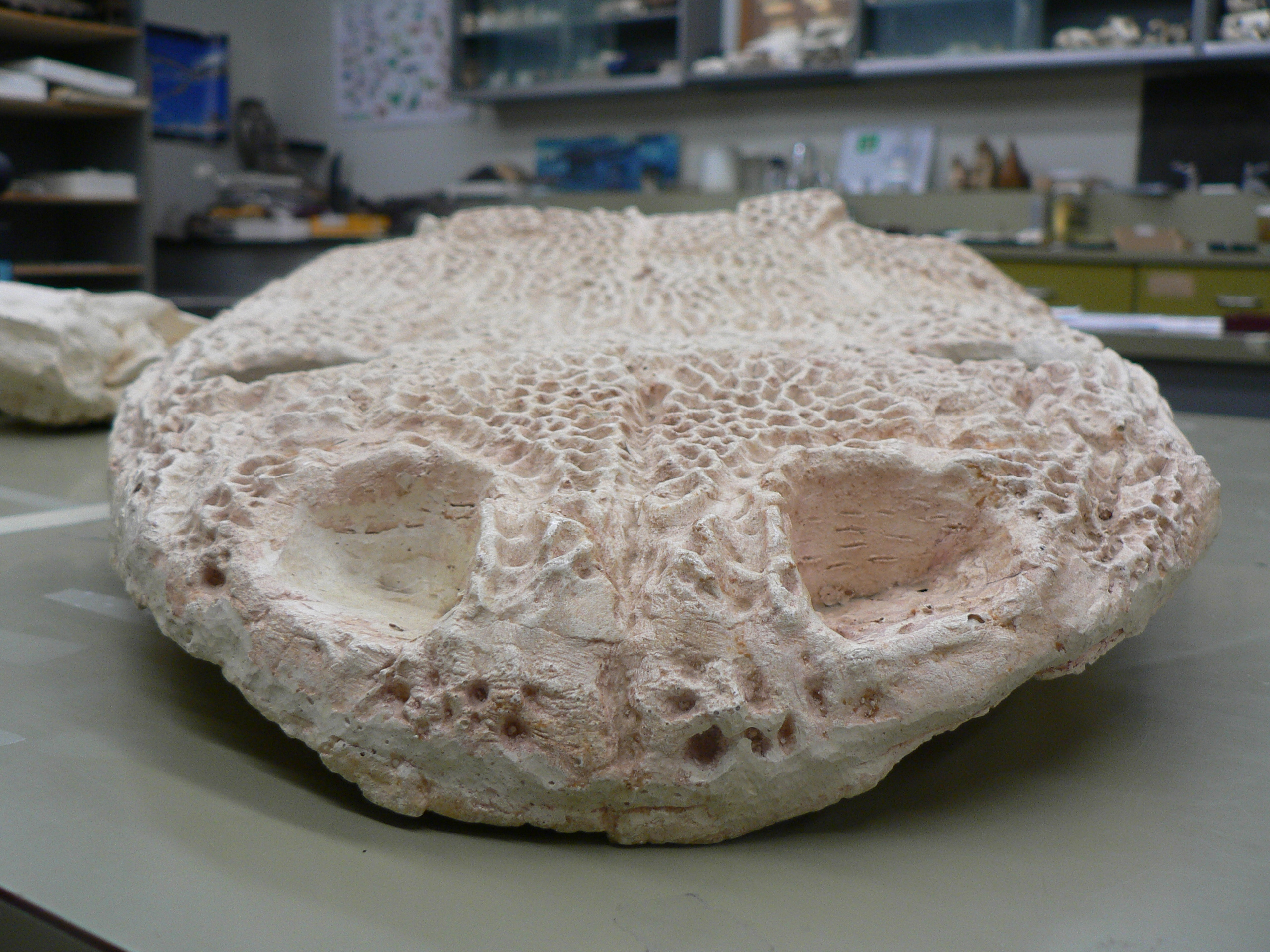
Vista anterior del cráneo de Metoposaurus, UALVP
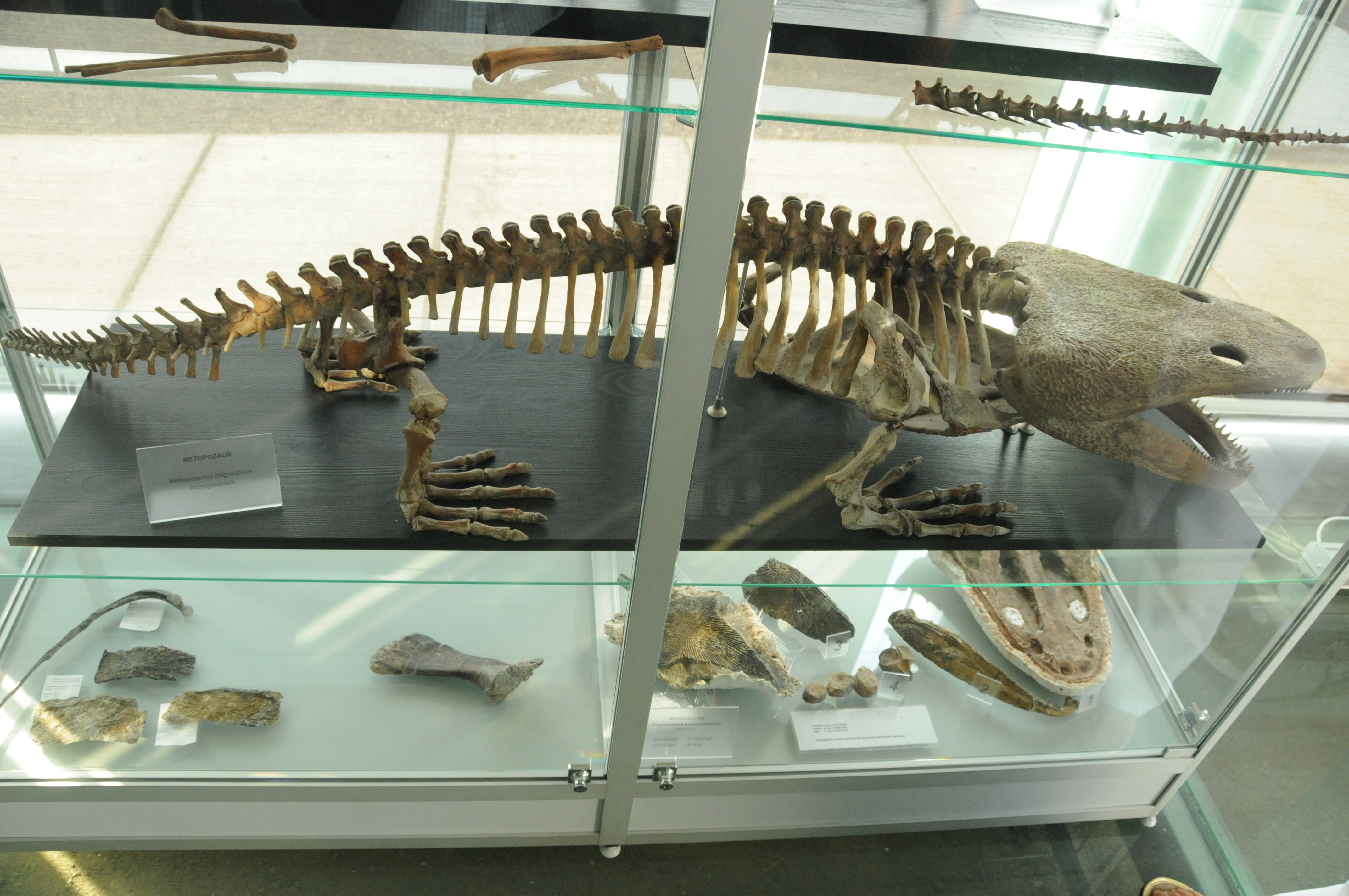
Esqueleto de Metoposaurus diagnosticus krasiejowensi en el Museo Krasiejówen Polonia.